# Hugh de Puiset

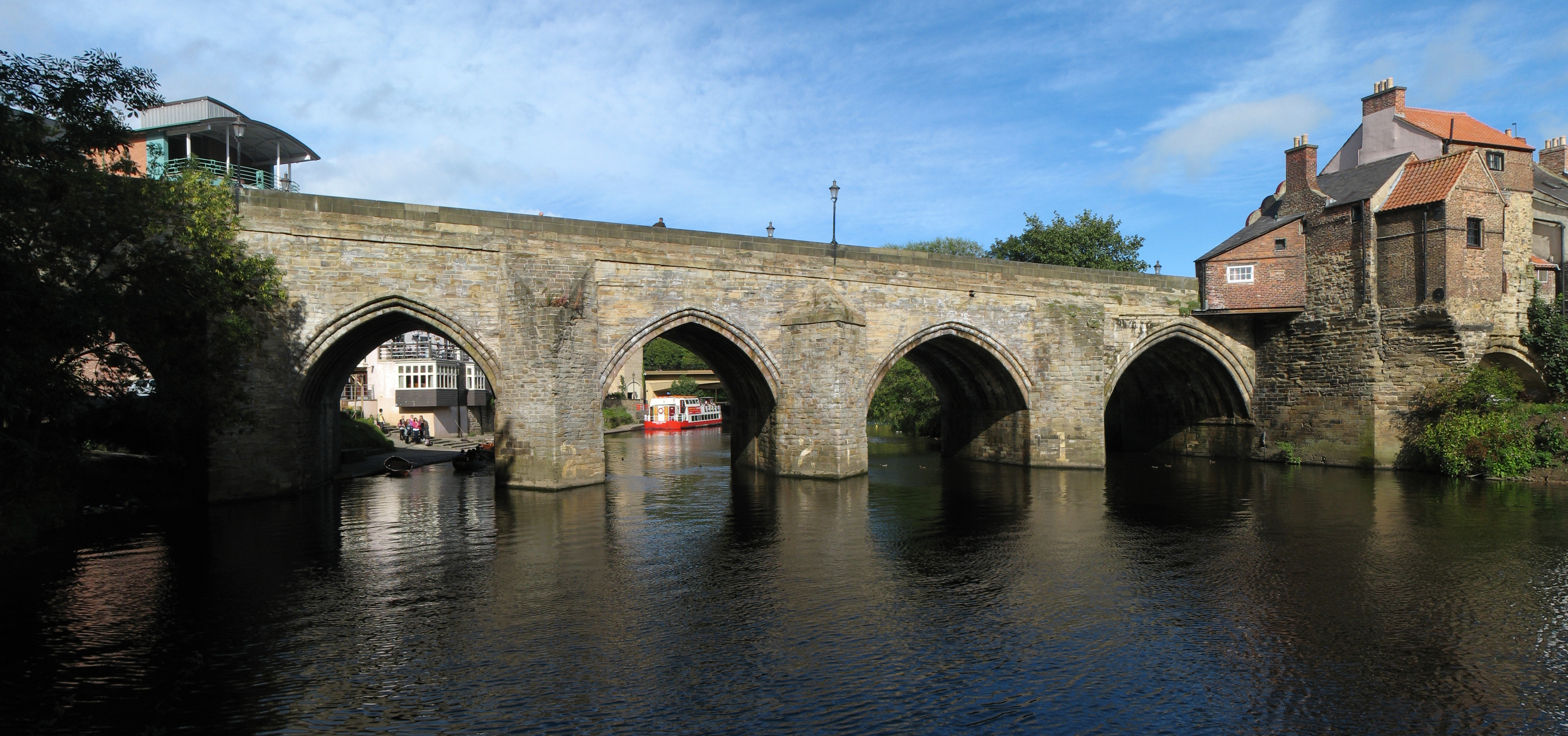
Die unter Puiset erbaute Elvet Bridge in Durham

Hugh de Puiset, auch Hugh de Pudsay genannt (franz.: Hugues du Puiset; * vor 1128; † 3. März 1195 in Howden), war ein englischer Prälat und Adliger. Er war über 40 Jahre lang Bischof von Durham.

## Herkunft und Jugend
Er war ein Sohn des französischen Burgherrn Hugo III. von Le Puiset und der Agnes von Blois, damit war er ein Neffe von König Stephan von Blois und Urenkel von Wilhelm dem Eroberer. Sein Vater war eine führende Persönlichkeit in einer Rebellion gegen König Ludwig VI. von Frankreich und musste deshalb im heiligen Land sein Exil nehmen. Offenbar wuchs Puiset im Umfeld der Familie seiner Mutter auf, die aufgrund ihrer Abstammung enge Beziehungen zu England hatte.

## Karriere als Geistlicher
Hugh diente seinem Onkel, Bischof Heinrich von Winchester, zunächst als Archidiakon, in den folgenden Jahren wurde er unter seinem Cousin Wilhelm, dem Erzbischof von York, ebenfalls Archidiakon und Schatzmeister der Erzdiözese York. Von seiner Verwandtschaft protegiert wurde Puiset 1153 zum Bischof von Durham gewählt, geriet darüber aber in einen Konflikt mit dem Erzbischof von York, Henry Murdac, welcher die Wahl aufgrund der Jugend von Puiset nicht anerkennen wollte. Murdac starb jedoch noch im Oktober 1153, worauf sein Cousin Wilhelm von York, der erneut Erzbischof geworden war, im Dezember 1153 die Anerkennung von Puiset durch Papst Anastasius II. erreichte. Das Bistum lag in der Grafschaft Northumbria, die sich damals im Besitz des schottischen Königs Malcolm IV. befand.

## Gegner von König Heinrich II.

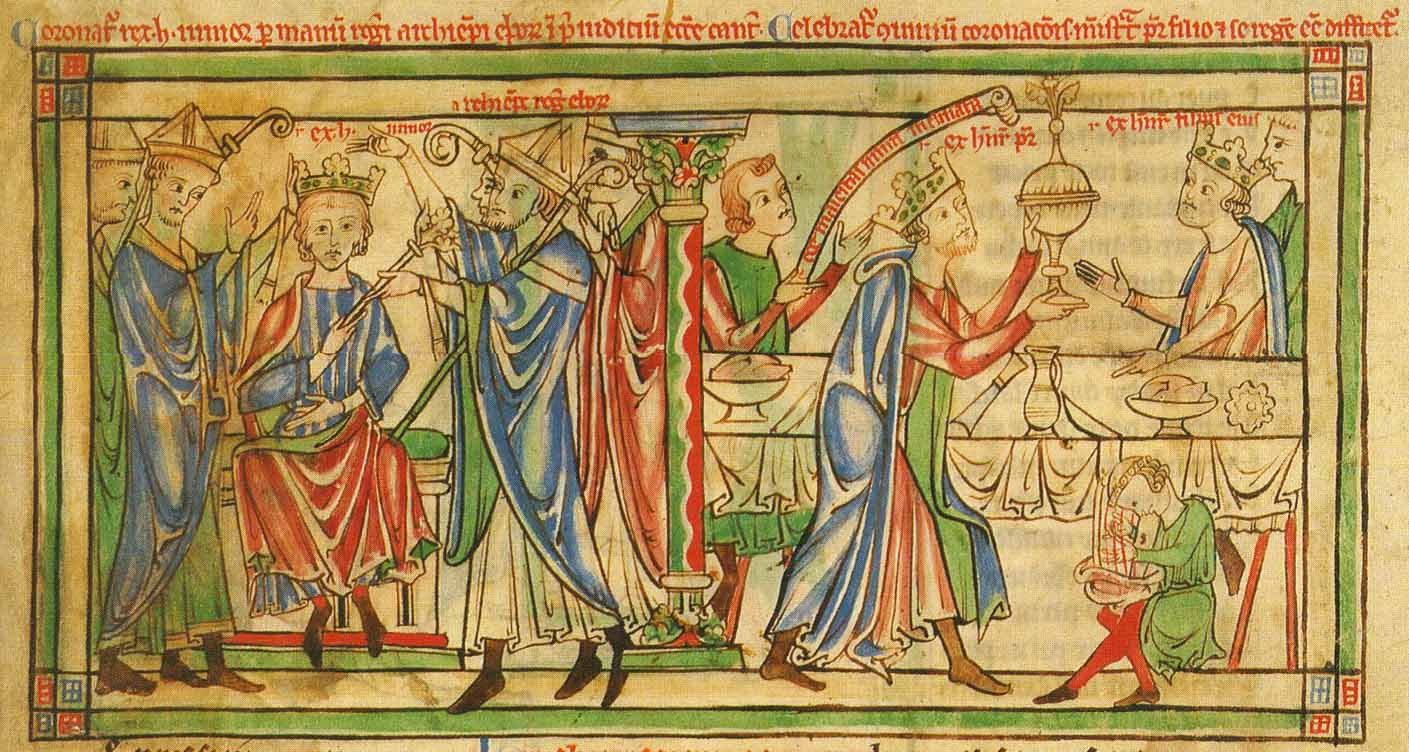
Die Krönung Heinrichs des Jüngeren. Illustration einer Chronik des 13. Jahrhunderts

1154 starb Hughs Onkel, König Stephan, und dessen Konkurrent Heinrich II. Plantagenet bestieg den Thron. Zu diesem pflegte Puiset ein distanziertes Verhältnis, auch nachdem Northumbria 1157 wieder an die englische Krone zurückerstattet werden musste. Zusammen mit drei weiteren Bischöfen unterstützte er 1170 bei der Krönung von Heinrichs Sohn Heinrich dem Jüngeren Roger de Pont l’Évêque, den Erzbischof von York, der anstelle des im Exil lebenden Thomas Becket, Erzbischof von Canterbury die Krönung vollzog. Während der Revolte des jungen Königs Heinrich (1173–1174) verhielt sich Puiset nach außen weitgehend neutral, gewährte aber der Invasion Wilhelms I. von Schottland im Norden Englands freien Durchzug durch sein Kirchengebiet und nahm ein Kontingent flämischer Ritter unter seinem Neffen Hugo IV. von Le Puiset auf. Dafür entzog ihm König Heinrich II. später einige seiner Burgen und ließ die von Northallerton schleifen.

## Justiciar von Richard Löwenherz
Durch die Vakanz des Erzbistums York seit 1181 avancierte Puiset zum mächtigsten Kirchenfürsten Nordenglands. Als nach dem Tod von König Heinrich II. dessen unehelicher Sohn Geoffrey Erzbischof werden sollte, protestierte Puiset zusammen mit Hubert Walter, der Dekan von York gewesen war, bei Kardinal Johann von Anagni, dem päpstlichen Legaten, dagegen. Der Kardinal bestätigte Geoffreys Ernennung, überließ die endgültige Entscheidung jedoch dem Papst.
Als Heinrichs II. Sohn Richard 1189 in Westminster Abbey zum König gekrönt wurde, geleitete Puiset den König zusammen mit dem Bischof von Bath zu seinem Thron. Von Richard erwarb er im selben Jahr das Amt des Sheriffs und den Titel Earl of Northumbria. Vor seinem Aufbruch zum Dritten Kreuzzug ernannte ihn der König gemeinsam mit William de Mandeville, 3. Earl of Essex, zum Co-Justiciar für England. Mandeville starb aber noch im Jahr 1189, worauf der König Wilhelm von Longchamp als Nachfolger bestimmte. Mit diesem geriet Puiset in Kompetenzstreitereien, weshalb er bei der Abwesenheit des Königs auf dem Kreuzzug umgehend in einen Machtkampf mit ihm geriet. Nachdem er im April 1190 in die Gefangenschaft Longchamps geraten war, musste er sein Earldoom aufgeben und mehrere Burgen ausliefern. Als Erzbischof Geoffrey 1191 nach seiner Bestätigung durch den Papst gegen das Verbot seines Halbbruders von Frankreich nach England reiste, ließ ihn Longchamp verhaften. Darauf kam es zu einer Revolte, in deren Folge Longchamp gestürzt und durch Walter de Coutances, dem Erzbischof von Rouen, als Justitiar abgelöst wurde. Erzbischof Geoffrey kam dagegen frei und wurde am 1. November 1191 in York inthronisiert. Schon bald setzte er den Konflikt mit seinem Suffraganbischof Puiset fort und verlangte von ihm das Gelöbnis des Gehorsams. Puiset, der schon seit fast 40 Jahren Bischof von Durham war, erwiderte, dass er bereits dem früheren Erzbischof Roger de Pont L’Evêque Gehorsam gelobt hatte und verweigerte ein neues Gelöbnis. Daraufhin exkommunizierte Geoffrey Puiset und auch seinen Halbbruder Johann, der Weihnachten als Gast von Puiset auf Hoveden Castle verbracht hatte. Puiset wandte sich an den Papst, der die Exkommunikationen als unbegründet aufhob.
Als König Richard während seiner Rückkehr vom Kreuzzug in Gefangenschaft geriet, rebellierte sein Bruder Johann. Puiset belagerte darauf 1193 Johanns Burg Tickhill Castle, bis ein Waffenstillstand geschlossen wurde. Als Johann seine Rebellion 1194 fortsetzte, belagerte Puiset erneut dessen Burgen in Nordengland und schloss sich am 27. März 1194 dem zurückgekehrten König Richard bei Tickhill an. Er starb 1195 nach kurzer Krankheit in Hoveden Castle und wurde im Kapitelhaus der Kathedrale von Durham begraben.

## Nachwirkung
Puiset war über vierzig Jahre lang einer der führenden Kirchenfürsten Englands. In seinem Bistum ließ er mehrere Bauten ausführen, unter anderem den Bau der Elvet Bridge, der zweiten Steinbrücke über den Wear sowie den Bau der Galiläa-Kapelle an der Kathedrale. Weiter baute er die Burg Durham aus und ersetzte die hölzernen Befestigungen von Norham durch eine Steinburg. 1183 ließ er die Besitzungen seines Bistums im Boldon buke erfassen. Er gründete 1181 das Sherburn Hospital südöstlich von Durham zur Pflege von 65 Leprakranken und widmete es „unserem Herrn, der Heiligen Jungfrau, dem heiligen Lazarus und seinen Schwestern Maria und Martha“.

## Familie
Hugh de Puiset war seiner Zeit für sein skandalöses Privatleben bekannt. Er hatte mehrere Mätressen, von denen Adelisia de Percy die bekannteste war, die wiederum eine uneheliche Tochter des Barons William de Percy war. Sie hatten mindestens zwei Söhne:
- Henry de Puiset: nahm am vierten Kreuzzug teil und starb um 1222 in England
- Hugh de Puiset: von 1179 bis 1185 Kanzler des französischen Königs Philipp II. August

Siehe auch: Haus Le Puiset

## Wissenswertes
Im Tausch für das Rittergut Hertburn (bei Stockton-on-Tees) gab Hugh de Puiset dem vormaligen Besitzer William ein Stück Land bei der Ortschaft Wessyngton. Festgehalten wurde dieses Tauschgeschäft im Bolden Book, einem Grundbuch des Bischofs, das im Jahr 1183 zusammengefasst wurde. William de Hertburn baute in Wassyngton ein Herrenhaus (Old Hall) und benannte sich und seine Nachkommen nach dem neuen Familiensitz. Dadurch wurde die Familie Washington begründet, deren berühmtester Angehöriger der erste US-Präsident George Washington war.